# Mughiphantes jaegeri
Espèce
Mughiphantes jaegeri est une espèce d'araignées aranéomorphes de la famille des Linyphiidae.

## Distribution
Cette espèce est endémique du Shaanxi en Chine,.  Elle se rencontre à 3 050 m d'altitude sur le Taibai Shan dans les monts Qinling.

## Description
Le mâle holotype mesure 2,05 mm et la femelle paratype 2,13 mm.

## Étymologie
Cette espèce est nommée en l'honneur de Peter Jäger.

## Publication originale
- Tanasevitch, 2006 : On some Linyphiidae of China, mainly from Taibai Shan, Qinling Mountains, Shaanxi Province (Arachnida: Araneae). Zootaxa, no 1325, p. 277-311.